# Rostock Seawolves
O Rostock Seawolves é um clube profissional de basquetebol baseado em Rostoque, Alemanha que atualmente disputa a 2.Bundesliga ProA, correspondente à terceira divisão do país. Manda seus jogos no StadtHalle Rostock com capacidade para 4.550 espectadores.

## Histórico de Temporadas
| Temporada | Nível | Liga           | Pos.     | Resultado          |
| --------- | ----- | -------------- | -------- | ------------------ |
| 2007-08   | 3     | Regionalliga   | 12º      | Rebaixado          |
| 2008-09   | 5     | 2.Regionalliga | 1º       | Promovido campeão  |
| 2009-10   | 4     | Regionalliga   | 11º      | Rebaixado          |
| 2010-11   | 5     | 2.Regionalliga | 1º       | Promovido campeão  |
| 2011-12   | 4     | Regionalliga   | 7º       |                    |
| 2012-13   | 4     | Regionalliga   | 3º       |                    |
| 2013-14   | 4     | Regionalliga   | 1º       | Promovido campeão  |
| 2014–15   | 3     | ProB           | 1º       | Semifinalista      |
| 2015–16   | 3     | ProB           | 3º       | Oitavas de Finais  |
| 2016–17   | 3     | ProB           | 7º       | Oitavas de Finais  |
| 2017-18   | 3     | ProB           | 3º       | Promovidofinalista |
| 2018-19   | 2     | ProA           | 5        | Quartas de finais  |
| 2019-20   | 2     | ProA           | COVID 19 | COVID 19           |
| 2020-21   | 2     | ProA           | 1        | Quartas de finais  |
| 2021-22   | 2     | ProA           | 2        | PromovidoCampeão   |
| 2022-23   | 1     | BBL            |          |                    |

## Títulos

### Bundesliga ProA
- Campeão (1):2021-22

### 2.Bundesliga ProB
- Finalista (1):2017-18

### 2.Regionalliga Norte-Norte
- Campeão (2):2008-09, 2010-11

### Regionalliga Norte
- Campeão (1):2013-14